# Nicolaea socia
Nicolaea socia is een vlinder uit de familie van de Lycaenidae. De wetenschappelijke naam van de soort werd als Thecla socia in 1868 gepubliceerd door William Chapman Hewitson.

## Synoniemen
- Thecla taunayi Spitz, 1931